# Алан-Елга
Ала́н-Елга́ (тат. Алан Елга) — село в Сабинском районе Республики Татарстан. Входит в состав Шикшинского сельского поселения.

## Этимология
Топоним произошел от оронимического термина татарского происхождения «алан» (поляна) и гидрографического термина татарского происхождения «елга» (река).

## География
Село расположено в Западном Предкамье на реке Мёша, в 12 километрах к северу от районного центра — посёлка городского типа Богатые Сабы. Высота над уровнем моря — 121 м.

## Население
| 1782 | 1859 | 1897 | 1908 | 1920 | 1926 | 1938 | 1949 | 1970 | 1979 | 1989 | 2000 | 2002 | 2010 | 2020 |
| ---- | ---- | ---- | ---- | ---- | ---- | ---- | ---- | ---- | ---- | ---- | ---- | ---- | ---- | ---- |
| 50   | 292  | 583  | 785  | 843  | 743  | 648  | 528  | 431  | 409  | 329  | 351  | 342  | 344  | 303  |

Национальный состав села — татары.

## Инфраструктура
В селе 3 улицы.